# Kanalizacja
Kanalizacja, system kanalizacyjny – infrastruktura, która jest zbiorem wszystkich elementów służących do zbierania, transportu i unieszkodliwiania ścieków bytowo-gospodarczych oraz wód  deszczowych za pomocą kanałów ściekowych. System kanalizacyjny składa się z następujących elementów:
- przykanaliki łączące instalacje kanalizacyjne z sieciami;
- sieci kanalizacyjne, a w tym system rur, koryt, kolektorów, studzienek rewizyjnych, zbiorników retencyjnych, kanałów retencyjnych itp.;
- oczyszczalnie ścieków;
- urządzenia do miejscowego zagospodarowania wód opadowych,
- wyloty kanalizacyjne, które wprowadzają oczyszczone ścieki lub wody opadowe do odbiornika.

## Klasyfikacja
Podstawowe kryterium podziału systemów kanalizacyjnych opiera się na sposobie transportu łącznego bądź rozłącznego ścieków i wód opadowych. W związku z tym rozróżnia się następujące typy kanalizacji:
- kanalizacja bezsieciowa (bezodpływowa)
- kanalizacja ogólnospławna – wszystkie rodzaje ścieków na terenie objętym zasięgiem systemu (zlewni) są odprowadzane do tych samych kanałów, którymi potem trafiają do oczyszczalni. W szczególności oznacza to, że oczyszczalnia w okresach bezopadowych oczyszcza ścieki bytowo-gospodarcze, wody infiltracyjne i wody przypadkowe, natomiast w okresach występowania opadów, oczyszczaniu podawane są zarówno ścieki bytowo-gospodarcze, wody infiltracyjne i przypadkowe oraz w większym lub mniejszym stopniu wody opadowe. Kanalizacja ogólnospławna wyposażona jest w przelewy burzowe, które pozwalają w okresach intensywnych opadów odprowadzić bezpośrednio do odbiornika część transportowanej systemem kanalizacyjnym mieszaniny ścieków. Ilość ścieków odprowadzanych do odbiornika, stanowiących tzw. zrzut burzowy wynika z możliwości  przepustowych oczyszczalni ścieków, możliwości odbiornika ścieków do przyjęcia określonych ilości ścieków oraz możliwości retencjonowania ścieków.
- kanalizacja rozdzielcza – w systemie tym występują dwie odrębne sieci kanalizacyjne: sieć bytowo-gospodarcza nazywana zwykle siecią sanitarną, którą transportowane są ścieki bytowo-gospodarcze oraz przemysłowe, a także sieć deszczowa, którą odprowadzana jest woda opadowa. Ścieki opadowe najczęściej transportowane są bezpośrednio do odbiornika, najczęściej rzeki. W przypadkach określonych w przepisach prawa[2] powinny podlegać wcześniejszemu oczyszczeniu celem usunięcia np. substancji ropopochodnych i zawiesin.
- kanalizacja półrozdzielcza – analogicznie jak kanalizacja rozdzielcza składa się z sieci sanitarnej oraz sieci deszczowej. Różnica polega na tym, że ten typ kanalizacji wyposażony jest w separatory kanalizacji półrozdzielczej, które umożliwiają zrzut części ścieków deszczowych tzw. pierwszej fali spływu z sieci deszczowej do sieci sanitarnej. Dzięki takiemu zabiegowi najbardziej zanieczyszczona część ścieków deszczowych może zostać skierowana do oczyszczalni[1][3].

Najistotniejsza klasyfikacja systemów kanalizacyjnych opiera się na hydraulicznych warunkach przepływu ścieków i w związku z tym wyróżnia się następujące systemy:
- kanalizacja grawitacyjna – budowana jest na obszarach, na których występuje wyraźny spadek terenu w kierunku oczyszczalni ścieków. Ścieki w takim systemie są transportowane pod wpływem grawitacji, ale przy spełnieniu warunku, że prędkość przepływu ścieków jest co najmniej równa prędkości samooczyszczania zwanej niezamulającą z pewnymi wyjątkami dotyczącymi kanałów początkowych. Wariantem tego systemu jest kanalizacja grawitacyjno-pompowa, która jest stosowana w przypadku występowania przeszkód terenowych np. wzniesień, które wymuszają potrzebę stosowanie przepompowni.
- kanalizacja ciśnieniowa – ten system kanalizacyjny stosowany jest wyłącznie do transportu ścieków bytowo-gospodarczych i przemysłowych. Ten rodzaj kanalizacji przeznaczony jest szczególnie do stosowania w terenie o urozmaiconej rzeźbie, gdzie spływ ścieków odbywa się w obu kierunkach i tym samym wykluczone jest zastosowanie kanalizacji grawitacyjnej, a przede wszystkim w terenach o zabudowie rozproszonej i bardzo rzadkiej. Transport ścieków wymuszony jest działaniem pomp ściekowych zlokalizowanych w miejscach powstawania ścieków.
- kanalizacja podciśnieniowa – jest to typ kanalizacji stosowany na terenach o niewielkich deniwelacjach, które tym samym wykluczają spływ grawitacyjny ścieków do oczyszczalni. W systemie tym, w stacjach wyposażonych w pompy podciśnieniowe i zlokalizowanych w pobliżu oczyszczalni ścieków wytwarzane jest podciśnienie, dzięki któremu następuje zasysanie ścieków ze zbiorników położonych w miejscach powstawania i transport w kierunku oczyszczalni.

## Galeria

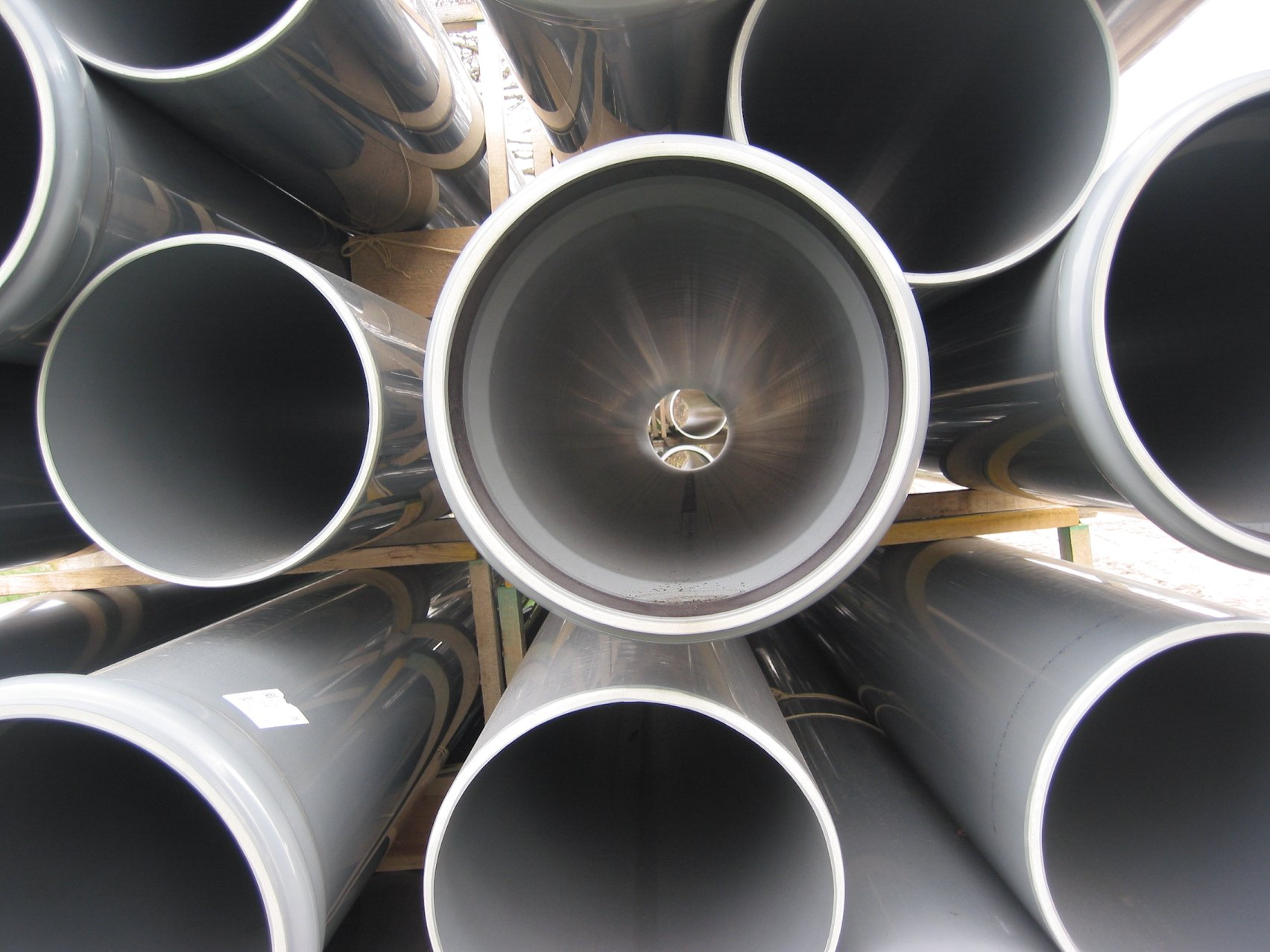
Rury kanalizacyjne (PVC) przed montażem
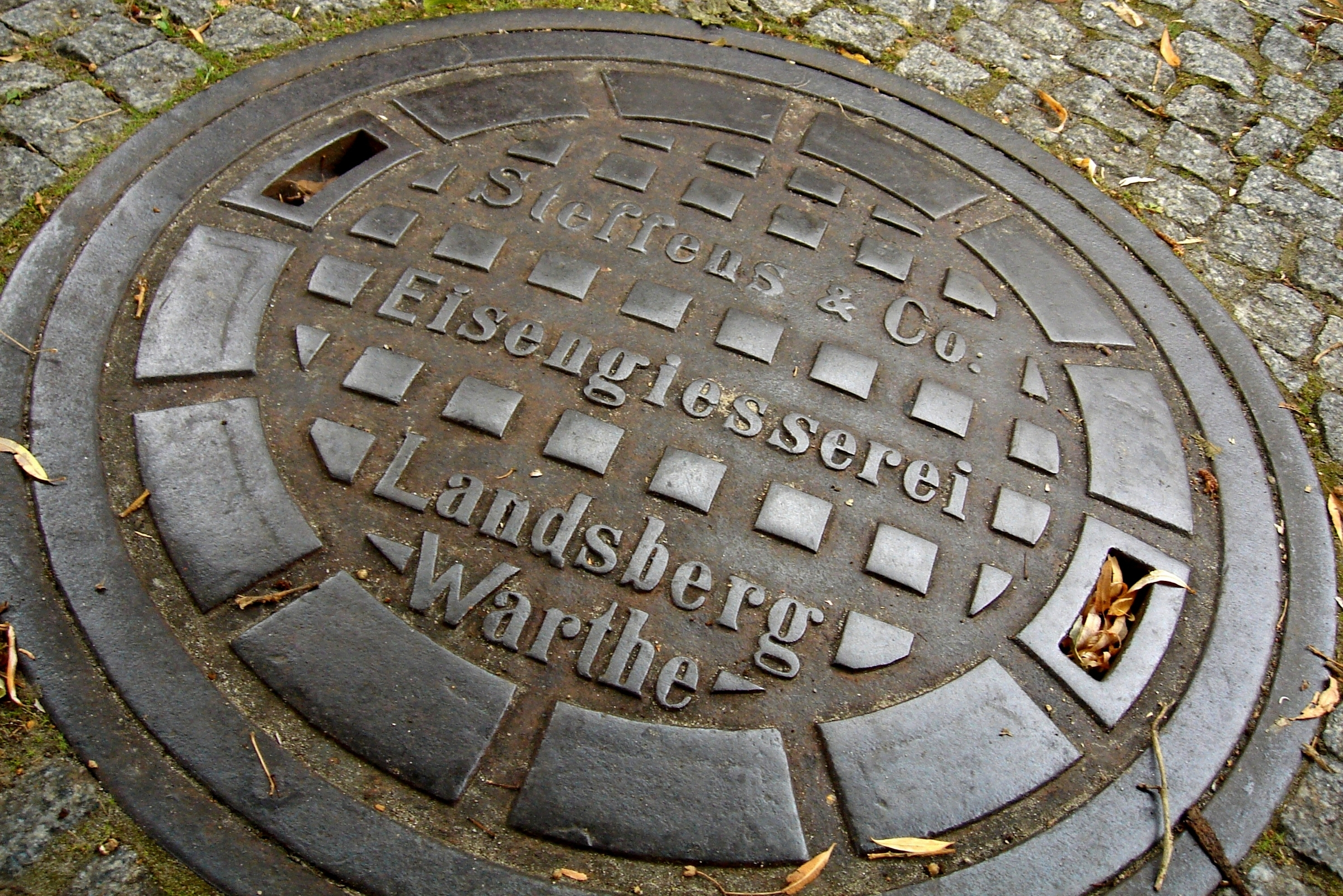
Pokrywa studni kanalizacyjnej
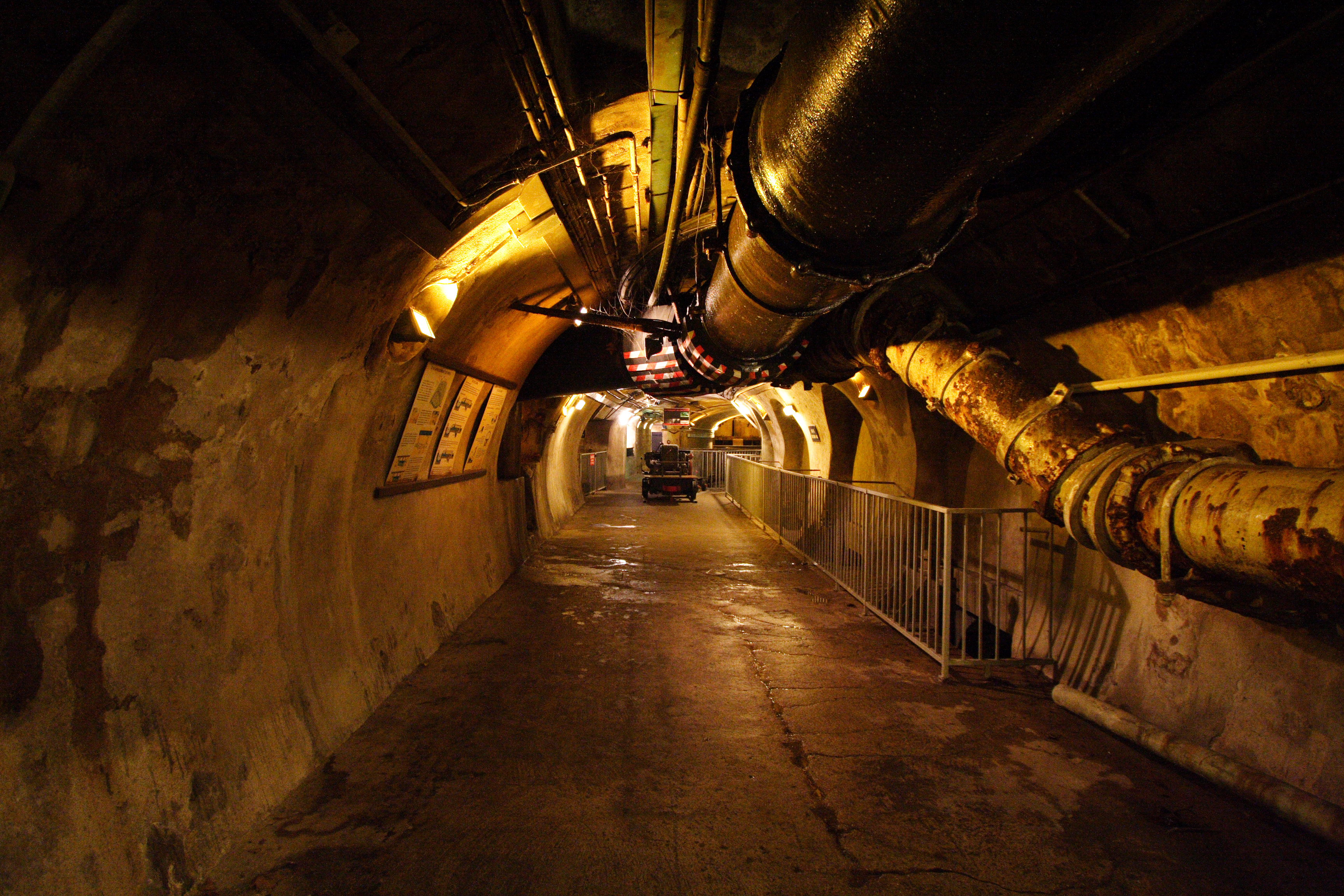
Podziemne kanały ściekowe w Muzeum Kanalizacji w Paryżu